# Gustaf Jernberg
Karl Gustaf Jernberg, född 17 januari 1881 Valbo församling, Gävleborgs län, död 15 september 1964 i Films församling, Uppsala län, spelman (fiol) från Valbo i södra Gästrikland. De så kallade Jernbergslåtarna har sitt ursprung i Gästrikland, södra Hälsingland och Uppland, och han förde vidare en omfattande repertoar av äldre låtar in i vår tid. 
Gustaf Jernberg var son till fiskaren Per Gustaf Jernberg. Efter genomgången folkskola i Sikvik innehade han olika anställningar som metallarbetare. 1919–1941 var han anställd vid Österbybruk och senare som portvakt där. Jernberg lärde en hel del låtar från sin far och särskilt från sin farfars far Anders Gustaf Jernberg. Under en femårig vistelse i Lingbo påverkades han starkt av hälsingemusiken, och genom sin anställning vid Österbybruk kom han i stark kontakt med den uppländska folkmusiken. Under en lång följd av år spelade han vid brukets midsommarfester och under senare år ofta tillsammans med sina söner Karl Herbert och Gustav Anton som även de var skickliga fiolspelare. Från 1940-talet uppträdde han med sina söner på spelmanstävlingar i Uppsala och Stockholm och spelade även på Skansen.
Jernberg var även en stor låtkompositör.
Jernbergstraditionen lever nu vidare i och med Per Gustaf Jernberg och en mängd andra spelmän i Uppland och Gästrikland